# 路易吉·塔塞利

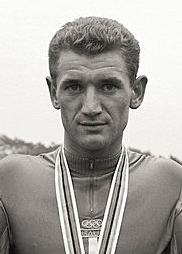
路易吉·塔塞利

路易吉·塔塞利（義大利語：Luigi Tasselli，1901年10月20日—1971年11月5日），意大利男子自行车运动员。他曾代表意大利参加1928年夏季奥林匹克运动会自行车比赛，获得男子团体追逐赛金牌。